# Gaujac (Gers)
Gaujac – miejscowość i gmina we Francji, w regionie Oksytania, w departamencie Gers.
Według danych na rok 1990 gminę zamieszkiwały 53 osoby, a gęstość zaludnienia wynosiła 11 osób/km² (wśród 3020 gmin regionu Midi-Pyrénées Gaujac plasuje się na 1010. miejscu pod względem liczby ludności, natomiast pod względem powierzchni na miejscu 1501.).